# Bürgerschaftswahl in Bremen 1975
- SPD: 52
- FDP: 13
- CDU: 35

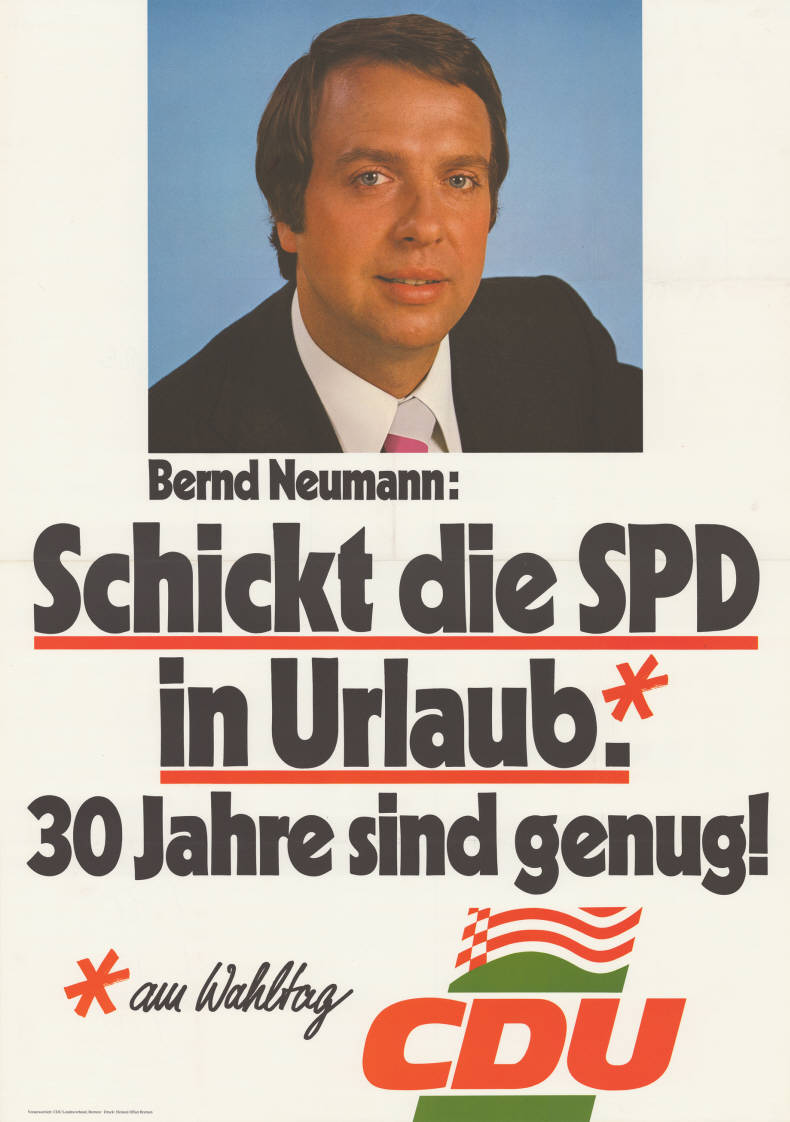
Wahlplakat der oppositionellen CDU

Die Bürgerschaftswahl in Bremen 1975 war die neunte Wahl zur Bürgerschaft in der Freien Hansestadt Bremen. Sie fand am 28. September 1975 statt.

## Ergebnis
Die Wahlbeteiligung lag bei 82,2 Prozent. Die regierende SPD, die zum zweiten Mal mit Hans Koschnick an der Spitze antrat, musste Verluste hinnehmen, konnte aber ihre absolute Mandatsmehrheit verteidigen. Demgegenüber verblieb die CDU, die erstmals mit Bernd Neumann an der Spitze antrat, in der Opposition.
| Partei | Stimmen | Prozent | Sitze (Veränderung) |
| ------ | ------- | ------- | ------------------- |
| SPD    | 209.802 | 48,7    | 52 (−7)             |
| CDU    | 145.306 | 33,8    | 35 (+1)             |
| FDP    | 55.739  | 13,0    | 13 (+6)             |
| DKP    | 9.233   | 2,1     | -                   |
| NPD    | 4.781   | 1,1     | -                   |
| KBW    | 2.425   | 0,6     | -                   |
| PFB    | 1.516   | 0,4     | -                   |
| KPD    | 1.413   | 0,3     | -                   |
| SpB    | 117     | <0,1    | -                   |
| WEA    | 59      | <0,1    | -                   |